# At the Gates of Paradise
At the Gates of Paradise je studiové album Johna Zorna. Album vyšlo v září 2011 u Tzadik Records. Album produkoval John Zorn, který na něm nehraje na žádný nástroj.

## Seznam skladeb
Všechny skladby napsal(i) John Zorn. 
| Pořadí         | Název                  | Délka |
| -------------- | ---------------------- | ----- |
| 1.             | The Eternals           | 5:55  |
| 2.             | Song of Innocence      | 6:44  |
| 3.             | A Dream of Nine Nights | 8:33  |
| 4.             | Light Forms            | 3:23  |
| 5.             | The Aeons              | 5:52  |
| 6.             | Liber XV               | 6:28  |
| 7.             | Dance of Albion        | 6:36  |
| 8.             | Song of Experience     | 4:58  |
| Celková délka: | Celková délka:         | 48:29 |

## Sestava
- Trevor Dunn - baskytara
- John Medeski - piáno, varhany[4]
- Kenny Wollesen - vibrafon
- Joey Baron - bicí[5]